# Masanori Yusa
Masanori Yusa (jap. 遊佐正憲 Yusa Masanori; ur. 8 stycznia 1915 w Tadotsu, zm. 8 marca 1975 w Tokio) – japoński pływak. Trzykrotny medalista olimpijski.
Specjalizował się w stylu dowolnym. W Los Angeles był członkiem zwycięskiej sztafety kraulowej. Cztery lata później Japończycy ponownie zwyciężyli w tej konkurencji, a Yusa był drugi w wyścigu indywidualnym (100 m).
W 1992 został przyjęty do International Swimming Hall of Fame.

## Starty olimpijskie
Los Angeles 1932
- 4 × 200 m kraulem –  złoto

Berlin 1936
- 4 × 200 m kraulem –  złoto
- 100 m kraulem –  srebro